# Övre Stugsjön
Övre Stugsjön är en sjö i Ljusdals kommun i Hälsingland och ingår i Ljusnans huvudavrinningsområde. Sjön har en area på 0,166 kvadratkilometer och ligger 290,9 meter över havet. Sjön avvattnas av vattendraget Rossån.

## Delavrinningsområde
Övre Stugsjön ingår i det delavrinningsområde (683294-149932) som SMHI kallar för Utloppet av Övre Stugsjön. Medelhöjden är 325 meter över havet och ytan är 0,9 kvadratkilometer. Räknas de 6 avrinningsområdena uppströms in blir den ackumulerade arean 26,58 kvadratkilometer. Rossån som avvattnar avrinningsområdet har biflödesordning 3, vilket innebär att vattnet flödar genom totalt 3 vattendrag innan det når havet efter 105 kilometer. Avrinningsområdet består mestadels av skog (78 procent). Avrinningsområdet har 0,17 kvadratkilometer vattenytor vilket ger det en sjöprocent på 18,4 procent.